# جامعه صباح الدين زعيم
جامعة صباح الدين زعيم، تقع في إسطنبول، وبدأت مسيرتها التّعليميّة منذ عام 1892 عندما تأسّست بكليتين هما الطب البيطري والزّراعة. ومع تطورها، تحولت عام 2010 إلى جامعة غير ربحية معترف بها من قبل مجلس التّعليم العالي التّركي.
في التصنيفات، جاءت في المرتبة 88 بين الجامعات التركية، وعلى مستوى العالم احتلت المركز 4,398، ما يعكس مكانتها كمؤسسة أكاديمية تهتم بالبحث العلمي وتُعد من الجامعات البحثية البارزة في تركيا.

## اللّغة والبرامج الأكاديمية
تعتمد الجّامعة اللغة الإنجليزية كلغة أساسية للتدريس، وتضم عددًا من المراكز البحثية المتطورة مثل مختبر الأحياء الدقيقة، ومختبرات الكيمياء والأبحاث الغذائية. كما أنها عضو في برنامج “إيراسموس” الذي يمنح طلابها فرصًا دراسية وتدريبية بالخارج.
من حيث البرامج الأكاديمية، توفر الجامعة:
- 36 برنامجًا في مرحلة البكالوريوس
- 65 برنامجًا للماجستير
- 19 برنامجًا للدكتوراه

وتُقدّم منحًا دراسية متعددة لدعم الطلاب ماديًا، كما تُعد وجهة جاذبة للطلاب الدوليين، حيث يدرس بها أكثر من ألفي طالب دولي من 91 دولة و 81 مدينة تركية.

## الكليات
- كلية التّربية.
- كلية الحقوق.
- كلية العلوم الإنسانية والاجتماعية.
- كلية العلوم الإسلاميّة.
- كلية الأعمال وعلوم التسيير.
- كلية الهندسة والعلوم الطبيعية.
- كلية العلوم الصّحية.
- كلية علوم الرّياضية.[1]
- المعاهد:[1]
- معهد التّعليم العالي.[1]

## المدارس
- مدرسة اللّغات.
- المدرسة العربية الإعدادية.
- المدرسة الإعدادية الإنجليزية.
- المدرسة الإعدادية التّركية.
- مركز اختبار شهادة التوفل TOFEL.
- مركز تنسيق اللّغات الأجنبية.
- مراكز التّعليم:
- مركز التّعليم والتدريس التّركي.
- مركز التّعليم المستمر.[1]

## شروط القبول
1)نسخة عن شهادة الثّانوية العامّة أو ما يعادلها، مع ترجمة معتمدة.
2)استمارة تقديم الطلب معبأة بكافة المعلومات.
3)جواز سفر ساري المفعول للطلاب الأجانب.
4) صور شخصية.

## الخدمات الطّلابية
تقدم جامعة صباح الدّين زعيم مجموعة متنوعة من الخدمات التي تهدف إلى دعم تجربة الطالب أكاديميًا وترفيهيًا. تضم الجامعة مكتبة شاملة تحتوي على مصادر علمية وكتب مرجعية تغطي مختلف التّخصصات. كما تشجع الحياة الطّلابية النشطة من خلال 33 ناديًا يقدمون أنشطة ثقافية، ورياضية، واجتماعية تلائم اهتمامات الجميع. ومن الناحية الرياضية، توفر الجامعة مرافق متكاملة تشمل صالة ألعاب داخلية، ملاعب لكرة السلة، التنس، الطائرة، اليد، إضافةً إلى ملعب جولف، منطقة للرماية، وصالة لياقة بدنية. ولتسهيل حياة الطالب اليومية، يوجد مكتب مخصص لتقديم الدعم الإداري والأكاديمي بكل كفاءة.

## مراكز البحوث
تتعدد مراكز البحث العلمي في جامعة صباح الدين زعيم، ومنها المراكز التّالية:
1-مركز البحوث الغذائية والزّراعية: يعمل المركز على إجراء البحوث العلمية حول قضايا الأغذية والزراعة في تركيا، والتعاون مع الجامعات الدولية والمؤسسات الأخرى في إجراء الدراسات العلمية والتطبيقية لحل المشكلات في صناعة الأغذية والزراعة وإدارة هذه الدراسات، بجانب تخطيط البحوث العلمية والتكنولوجية في مجال التنمية الزراعية. وتنظيم وتنفيذ برامج التدريب النظرية والعملية وكذلك تحسين أنشطة النشر والإعلام والمساهمة في البحوث والدراسات العلمية بالجامعة.
2-مركز اسطنبول للبحوث: يهدف المركز إلى توفير التواصل والتعاون بين الطلاب والأكاديميين في الجامعة وخارجها وتنظيم الفعاليات الأكاديمية المحلية والدولية. كما يقوم المركز بدعم الأنشطة البحثية المتعلقة باسطنبول وتنظيم المؤتمرات والندوات والأنشطة المتنوعة.
3-مركز الدراسات الإسلامية والشؤون الدولية (CIGA): هو مؤسسة مستقلة للأبحاث مقرها اسطنبول، تابعة لجامعة صباح الدين زعيم، وتقوم بإجراء أبحاث وتحليلات عالية الجودة، وتدريب الخبراء، واقتراح أفكار جديدة وتوصيات سياسية فيما يتعلق بالسياسات والعلاقات العالمية التي تؤثر على العالم الإسلامي، وتطور المجتمع الإسلامي وعلاقاته المستقبلية مع القوى العالمية.

## المختبرات والمعامل
تمتلك الجامعة مجموعة من المعامل والمختبرات التي توفر للطلاب فرص متعددة لتطبيق المعرفة النظرية في مختلف التخصصات، كما أنها  توفر فرصًا عظيمة للأكاديميين لإجراء أبحاثهم الأكاديمية.
من أمثلة المختبرات في الجامعة:
- مختبرات قسم هندسة الغذاء (أبرزهم مختبر البحث والتطوير الغذائي).
- مختبرات الكيمياء والفيزياء والأحياء.
- مختبرات الكمبيوتر في كلية الهندسة والعلوم الطبيعية.
- مختبرات التمريض التي تقدم التدريب العملي على المهارات المهنية لمهنة التمريض[1][2]